# مسجد الأنوار الكبير
مسجد الأنوار الكبير، هو مسجد تاريخي ويعتبر أكبر وأقدم مسجد في أديس أبابا بإثيوبيا، يقع في ميركاتو ضمن منطقة عرادة.

## التاريخ
تم بناؤه من قبل الإيطاليين حوالي عام 1922 وتم الانتهاء منه بمساعدة أموال المسلمين.
يعد المسجد أكبر وأقدم المساجد في أديس أبابا. يتميز المسجد بهندسة معمارية فريدة من نوعها ذات اللونين الأبيض والأخضر.

## حوادث بارزة
في 21 فبراير 1995، اندلع اشتباك عنيف بين الشرطة ومؤيدي النائب الثاني لرئيس المجلس الأعلى الإثيوبي للشؤون الإسلامية آنذاك، مما أدى إلى اعتقال 40 من النخبة الإسلامية ومقتل 9 أشخاص.
في 11 ديسمبر 2015، وقع هجوم في المسجد أثناء صلاة العشاء مما أدى إلى إصابة 10 أشخاص وفقًا للحكومة. 